# 每日一字 (香港)
香港的《每日一字》，是香港無綫電視於1983年至1987年所播放的一個漢字教學資訊節目，由香港教育家林佐瀚主持及撰稿，每日下午6時25分或6時26分於翡翠台播放，每集長約2分鐘。林佐瀚於每集節目中都會介紹一個漢字，教授其讀音、字義及用法，並糾正人們對該字的誤讀和誤解。節目內容旁徵博引，深入淺出，兼涉小學（文字學、訓詁學、聲韻學）知識，乃至中國文學、中國歷史等漢學知識，更有觸及粵語教學，深受歡迎。在三年多的時間，林佐瀚教曉觀眾過千字。
1998年，林佐瀚將為本節目所撰的部分資料稿件，結合其他與漢字相關的知識，結集成《每日一字》一書，並由博益出版社出版。